# 新宿の与太者
『新宿の与太者』（じゅくのよたもの）は、1970年12月18日に東映で公開された日本映画。カラー、117分。菅原文太主演、高桑信監督。タイトルに『現代やくざ』は付いていないが、今日では「現代やくざシリーズ」第3作とされることが多い。

## 概要
刑務所帰りのチンピラが新宿で愚連隊を結成するが、組織の陰謀のせいで潰れたために、組織に立ち向かう現代任侠アクション。
ちなみに、主人公たちが見る映画の一部として、『昭和残侠伝 人斬り唐獅子』の一部が使われている。

## 出演者
- 勝又五郎：菅原文太
- 北見秀男：佐藤允
- 高見清次：山城新伍
- 郷原正治：葉山良二
- 分類課長：渡辺文雄
- 関水：金子信雄
- 宮川勇：ルーキー新一
- 結城ジュン：小松政夫
- 高山ヒサ：笠置シヅ子
- ゲームセンターの店主：由利徹
- 梶山徹：南廣
- 春川スミ子：時美沙
- 川名義雄：関山耕司
- 三好勝：潮健児
- 吉沢：河合絃司
- 三輪：佐藤京一
- 中年の男：沢彰謙
- 石島弘：八名信夫
- 野中：小林稔侍
- 上武健一：きくち英一
- 水谷：佐藤晟也
- 小倉敏郎：三重街恒二
- 吉井：団巌
- 土屋：久保一
- 紫：山之内修
- 松永：亀山達也
- 那須：山科雄資
- 国松：木川哲也
- 城山：伊達弘
- 加島：須賀良
- 黒沼：畑中猛重
- 生田：菅原壮男
- 石岡：植田灯孝
- ：林宏
- 永井：池本慶且
- 五味：大泉公孝
- 米川：白石鈴雄
- ボーイ：木村修
- ：高須準之助
- ：岡野耕作
- ラーメン屋：相馬剛三
- あけみ：小林千枝
- ：梶原真由美
- ：竹村清女
- ：白石恵美子
- 由紀：岩本良子
- ：桂ルミ
- 大和田：若山富三郎
- 以下ノンクレジット
- 川名の子分：清水照夫
- 郷原の子分：沢田浩二、高月忠
- バーテン：山浦栄

## スタッフ
- 監督：高桑信
- 脚本：村尾昭
- 企画：俊藤浩滋、矢部恒
- 撮影：星島一郎
- 美術：中村修一郎
- 音楽：津島利章
- 録音：小松忠之
- 照明：桑名史郎
- 編集：祖田富美夫
- 助監督：福湯通夫

## 主題歌
- 『新宿の与太者』
- アサヒミュージックパック
- テイチクレコード
- 作詞：鈴木則文、菅原文太
- 作曲：島豊
- 唄：菅原文太

## 同時上映
『侠客の掟』（再映）
- 主演：梅宮辰夫 / 監督：鳥居元宏 / 脚本：宮川一郎・村尾昭・鳥居元宏